# PZL Bielsko SZD-51
Die PZL Bielsko SZD-51-1 Junior ist ein einsitziges Segelflugzeug in GFK-Bauweise. Das Flugzeug besitzt einen zweiteiligen Tragflügel mit einem Holm. Die Störplatten (Bremsklappen) sind nur auf der Oberseite der Tragflügel angeordnet. Der Rumpf hat im Mittelteil ein tragendes Stahlrohrgerüst. Seitenruderpedale und Rückenlehne sind verstellbar. Die Antenne ist in der Seitenleitwerksflosse serienmäßig eingebaut. Nur das Seitenruder ist stoffbespannt. Die Ansteuerung für das Seitenruder erfolgt über Seile, alle anderen Ruder werden über Gestänge bedient. Für das Auf- und Abrüsten sind vier, bei Verwendung von Stützen nur zwei Personen erforderlich.
Der Junior wird nach den ersten Alleinflügen auf dem Doppelsitzer gerne für die Einsitzerschulung eingesetzt. Er zeichnet sich durch gute Langsamflugeigenschaften aus und ist sehr gutmütig im Flugverhalten. Für die ersten Streckenflüge oder für Einsteiger-Wettbewerbe ist er somit gut geeignet. Das Flugzeug ist für den einfachen Kunstflug zugelassen und kann für Höhen- und Wolkenflüge ausgerüstet werden.

## Geschichte
In den Jahren 1973–1974 entstand im Osrodek Badawczo-Rozwojowy (Zentrum für Forschung und Entwicklung) in Bielsko-Biała das Projekt SZD-47 „Klub“, das über das Entwicklungsstadium nicht hinauskam. 1979 griff der Konstrukteur Stanislaw Zientek dieses Konzept wieder auf und entwickelte daraus die SZD-51-0. Deren Erstflug erfolgte am 31. Dezember 1980. In der Serie wurde der Rumpf modifiziert. Insgesamt wurden 255 Exemplare gebaut, davon 153 für den Export. In Brasilien wird die SZD-51-1 „Junior“ in Lizenz gebaut.

## Technische Daten
| Kenngröße              | Daten                                           |
| ---------------------- | ----------------------------------------------- |
| Spannweite             | 15,00 m                                         |
| Rumpflänge             | 6,69 m                                          |
| Höhe                   | 1,57 m                                          |
| Flügelfläche           | 12,51 m²                                        |
| Flügelstreckung        | 18,0                                            |
| Flächenbelastung       | 28,1–35,76 kg/m²                                |
| Tragflächenprofil      | Wortmann FX S-02-196 innen, FX S-02/1-158 außen |
| Gleitzahl              | 35 bei 80 km/h                                  |
| Geringstes Sinken      | 0,58 m/s bei 70 km/h                            |
| Leermasse              | 225 kg +/−5 kg                                  |
| max. Startmasse        | 380 kg                                          |
| Besatzung              | 1                                               |
| Mindestgeschwindigkeit | 60 km/h                                         |
| Höchstgeschwindigkeit  | 220 km/h                                        |
| Lastvielfache          | +5,3/−2,65g                                     |